# Літцендорф
Літцендорф (нім. Litzendorf) — громада в Німеччині, розташована в землі Баварія. Підпорядковується адміністративному округу Верхня Франконія. Входить до складу району Бамберг.
Площа — 25,85 км2. Населення становить 6117 ос. (станом на 31 грудня 2020).